# Basket CRO Lyon
Actualités
La Basket Croix Rousse Olympique Lyon est un club français de basket-ball évoluant en 2022-2023 au niveau Nationale masculine 2. Il est basé dans la ville de Lyon.

## Historique
La CRO (Croix-Rousse Olympique) est créée le 29 avril 1927. Son siège et son terrain se situent alors au 29 grande rue de la Croix-Rousse. Bien qu'elle se spécialise rapidement dans le basket, il s'agit à l'origine d'un club omnisports, participant de façon occasionnelle à des épreuves de cross-country ou à des concours de boule lyonnaise. Elle se rend populaire en organisant à partir de 1928 une course pédestre autour du 4e arrondissement nommée le « Tour du Plateau ». Elle est également à l'origine de la CRO Lyon Boules, un club de sport-boules.
En 1947, la CRO parvient à attirer plusieurs joueurs majeurs de l'Éveil sportif Sainte-Marie de La Guillotière, champion de France l'année précédente : Guy Chenel, Jean Duperray et André Gœuriot (deux internationaux), auxquels se joint bientôt Robert Busnel. L'opération n'a pas l'effet escompté : alors que le basket français est encore régi par le principe de l'amateurisme, la FFBB établit que Duperray et Gœuriot ont été rétribués par le club. La Fédération les radie à vie ainsi que trois dirigeants de la CRO pour « faits de professionnalisme » en septembre 1948. 
La CRO Lyon a connu l'élite (Nationale 1A) du championnat de France dans les années 1970 puis au début des années 1990 mais a arrêté ses activités (problèmes budgétaires en 1996), avant de repartir des échelons inférieurs. Ce retour dans l'élite avait été permis grâce au soutien financier de Roger Caille, PDG de Jet Service, le club portait alors le nom de Jet Lyon. Depuis 2016, le club a connu quatre montées successives, de Régionale 3 en Régionale 2, puis en Prénationale et enfin en Nationale 3.

## Palmarès
- Champion de France de deuxième division : 1983[5] et 1991
- Champion Régionale 3 du Lyonnais en 2016[6]
- Champion de France (Champion des Champions) U20 en 2016[7]
- Finaliste de la coupe de France : 1983 et 1990 (entre 1982 et 1995, la coupe de France est disputée sans les clubs de N1 ni les meilleurs de N2)

## Entraîneurs successifs
- 1974-1977 :  Maurice Buffière
- 1982-1984 :  Jeff Dubreuil
- 1989-1994 :  Jean-Michel Sénégal
- 1994-1996 :  Pierre Grall
- 2006-2007 :  Brigitte Coste
- 2009-2010 :  Johan Rat
- 2010-2012 :  Jean-Luc Réocreux
- 2012- :  Johan Rat
- 2014-2015:  Michel Martel puis Arnaud Bia
- 2015-2016: Clément Bénitah / Paul Horsaud
- 2016-2017: Arnaud Bia / Paul Horsaud

## Joueurs célèbres ou marquants
- Yann Boisson
- Éric Beugnot
- Richard Dacoury
- Franck Mériguet
- Régis Racine
- Stéphane Risacher
- Jimmy Vérove
- Michael Young
- Norris Bell
- Christophe Soulé
- Billy Yakuba Ouattara
- Séni Gueye
- Stéphane Ostrowski